# IC 2118
IC 2118 هي مجرة تتبع كوكبة النهر. اكتشفها ماكس فولف في 20 ديسمبر 1786.

## روابط خارجية
- IC 2118 على موقع ويكي سكاي: DSS2, SDSS, GALEX, IRAS, Hydrogen α, X-Ray, Astrophoto, Sky Map, Articles and images